# Ivar Kreuger (TV-serie)
Ivar Kreuger är en svensk-dansk-finländsk-norsk miniserie i tre delar från 1998, i regi av Lars Molin och med Johan Rabaeus i huvudrollen som Ivar Kreuger. Den visades första gången på SVT1 vid julen 1998 – på juldagen, annandagen och den 28 december.

## Handling
En dramatisk skildring av de turer som ledde till den berömda Kreugerkraschen. Ivar Kreuger var en affärsman som påverkade en hel värld och vars öde fortfarande är höljt i dunkel. Filmatiseringen speglar också Kreugers fiktiva kärlekshistoria med den gåtfulla finskan Tuula.

## Rollista i urval
- Johan Rabaeus – Ivar Kreuger
- Regina Lund – Tuula
- Maria Kulle – Karin Bökman, Kreugers sekreterare
- Krister Henriksson – Krister Littorin
- Sven Wollter – Marcus Wallenberg
- Peter Schildt – Jacob Wallenberg
- Lars-Erik Berenett – Tor Bonnier
- Ingvar Hirdwall – Carl Gustaf Ekman, Sveriges statsminister
- Göran Forsmark – Hugo Stenbeck
- Sverre Anker Ousdal – Anders Jordahl
- Niklas Falk – Gert Palmkrantz
- Gunilla Nyroos – fröken Karlsson
- Mona Malm – fru Ekman
- Pia Johansson – Louise Palmkrantz
- Gerd Hegnell – fröken Åkerström
- Lakke Magnusson – riksbankschefen
- Thomas Hellberg – finansminister Hamrin
- Ulf Eklund – kanslichefen
- Gösta Bredefeldt – Browaldh
- Erland Josephson  - Af Trolle
- Håkan Fohlin – vaktmästaren Enskilda banken
- Shane Rimmer – president Hoover
- Richard Johnson (skådespelare) – J.P. Morgan, Jr.
- Per Bristow – J.P's föredragare
- Ed Damron – Hallowell
- Björn Granath – översten
- Katia Caballero – Jeanette
- Feodor Atkine – Dreyfuss
- Birgit Carlstén – madame
- Sylvia Rauan – Sonja Henie
- Harve  Pauchon – vapenhandlare
- Geirhardur Chinotti – fransk kapten